# Alighiero Tondi
Monseñor Alighiero Tondi (1908-1984) jesuita, teólogo católico y apóstata.  Secretario de Monseñor Montini, colaborador directo de Pío XII y el futuro Papa Pablo VI. Espía de la Unión Soviética en el Vaticano.

## Biografía
Ordenado sacerdote en 1936 fue miembro durante dieciséis años de la Compañía de Jesús. 
Enseña filosofía y teología en la Pontificia Universidad Gregoriana de Roma, heredera y continuadora del Colegio Romano fundado por San Ignacio de Loyola.
Trabajaba entonces para el movimiento de Acción Católica, que votó por el Partido Comunista Italiano en 1948.
En los cuatro años siguientes, profundiza sobre la injusticia social, concluyendo con la imposibilidad de que los pobres puedan abandonar su miseria y trastornos, porque esta es la voluntad de Dios. Según él, el comunismo rechaza este argumento buscando alcanzar la dignidad humana.
Consecuente con sus ideas, en abril de 1952,  abandona la Universidad Gregoriana y el sacerdocio para unirse al Partido Comunista Italiano, lo que supuso su excomunión.
Se casó con la activista comunista Carmen Paola Zanti y entre los años 1957 y 1962 imparte su docencia como profesor de Ateísmo en la Universidad Humboldt en Berlín Este, capital de la República Democrática Alemana (RDA), trabajando como secretario de Walter Ulbricht.
Retorna con su mujer a Roma durante el pontificado de Pablo VI,  como empleado civil en el Vaticano, mientras que su esposa fue elegida diputada de las IV y  V Legislatura de la República Italiana (1968-1972), senadora en la VI.
En los años 1970 él y su esposa retornan al seno de la Iglesia católica. Su revisión crítica de la iglesia no pudo ser publicada antes de su muerte en 1979. Su sepelio congregó a miembros Partido Comunista.

## Espía de la Unión Soviética
El periodista y ensayista francés Pierre de Villemarest considera que su repentina defección de la Iglesia es consecuencia de haber sido sorprendido en 1953 robando documentos confidenciales de los archivos secretos del Vaticano que entregaba en mano al comunista italiano Palmiro Togliatti quién los remitía a Moscú.
 Tras su detención confesó haber sido ordenando sacerdote a petición de una sección especial del Partido Comunista italiano, habiendo sido instruido y capacitado para el espionaje en la Universidad Lenin de Moscú.
Durante dos años roba en la Ciudad del Vaticano información acerca de sacerdotes que van a ser enviados clandestinamente a los países del este, lo que produjo su detención a su llegada a territorio comunista.
El padre Henri Mouraux sostiene que las informaciones del secretario personal del Prosecretario de Estado, Monseñor Juan Bautista Montini,  costaron la vida de miles de católicos bajo regímentes soviéticos.

"...Pío XII, envió detrás del Telón de Hierro, sacerdotes disfrazados de viajantes para proporcionar los sacramentos a los Católicos, así como a Obispos, para realizar ordenaciones. Estos desgraciados fueron arrestados y después fusilados en la URSS. En vano Pío XII buscaba explicar este drama, cuando el Arzobispo de Riga, le reveló que un espía vivía en el Vaticano. Entonces lo hizo vigilar por agentes de policía disfrazados de prelados. (Encomendó la operación a un agente francés especializado en contraespionaje.) El resultado no tardó en producirse: Mons. A. Tondi fue sorprendido en el momento en que estaba fotocopiando documentos secretos. Interrogado, declaró que era agente de la KGB, formado en Moscú y que transmitía a sus jefes de la URSS, los documentos que podía robar a Pío XII. Los documentos eran dirigidos a Moscú por mediación de Togliatti (Secretario General del Partido Comunista Italiano), amigo de infancia de Juan Bautista Montini. Ante esta revelación, Pío XII cayó enfermo; tras destituir a aquél, trasladó a Milán a Mons. Montini. En cuanto a Mons. Tondi, fue condenado a dos años de prisión, donde se casó con su querida, Carmen Zanti, militante del Partido Comunista. Terminada la condena, Mons. A Tondi y su concubina, se trasladaron a la Alemania del Este..."
Padre Henri Mouraux

## Escritos
- Vatikan und Neofaschismus (1959)
- Die Jesuiten (1961)
- Die geheime Macht der Jesuiten (1960)